# Пеан
Пеа́н (грец. παιήων, παιάν, παιών) — урочиста хорова пісня-молитва давньогрецької лірики. Первісно пеанами слугували гімни на честь Аполлона, як бога-цілителя, який і сам називався іноді Пеаном, сестри його Артеміди і Асклепія, іншого бога-цілителя. Переносно пеан — хвалебна пісня, гімн.
Пеани виконувалися спочатку з приводу яких-небудь надзвичайних лих, наприклад, від зарази, щоб просити бога про відразу біди чи дякувати за позбавлення від неї. Згодом пеани стали також виконуватися на честь інших богів і з різних приводів. Так, дорійці співали пеани перед виступом у похід, перед відплиттям флоту, після перемоги. В Аттиці пеанами називалися пісні, виконувані хором бенкетуючих, коли відбувалося узливання богам або героям.
Найдавнішим місцем процвітання пеанів був, імовірно, Крит. На материк Греції цей рід поезії був перенесений поетом Фалітом.
Пеан або пеон, в античній метриці, є віршова чотирискладова стопа (один довгий і три короткі: ¯ ˘ ˘ ˘).